# Kevin Duhaney
Kevin Duhaney (ur. 2 czerwca 1984 roku w Whitby) – kanadyjski aktor filmowy oraz telewizyjny, znany m.in. z roli Ethana Jamesa w serialu Power Rangers Dino Grzmot.